# David Leavitt
David Leavitt (Pittsburgh, 23 juni 1961) is een Amerikaanse schrijver van romans en korte verhalen. In zijn werk is homoseksualiteit een belangrijk thema.
Leavitt groeide op in Palo Alto (Californië). Hij studeerde Engels aan de Yale-universiteit. In 1984 debuteerde hij met de verhalenbundel Family dancing. Zijn eerste roman was The lost language of cranes (1986). 
Zijn roman While England Sleeps uit 1993 zorgde voor een schandaal; Leavitt werd door de schrijver Stephen Spender aangeklaagd wegens plagiaat. De verhaallijn zou zijn overgenomen van Spenders boek World Within World (1951). Leavitts roman werd door zijn uitgever teruggetrokken en gewijzigd opnieuw uitgebracht.
Leavitt doceert creative writing aan de Universiteit van Florida.